# Бобицький Ярослав Васильович
Яросла́в Васи́льович Боби́цький (*6 грудня 1951, Пірванче) — доктор технічних наук, професор, завідувач кафедри електронних засобів ІКТ НУ «ЛП».

## Біографічні відомості
Народився 6 грудня 1951 року в с. Пірванче Горохівського району Волинської області у сім'ї вчителів.
У 1970 році закінчив Горохівську середню школу із золотою медаллю. У 1974 році закінчив Львівський політехнічний інститут і отримав диплом інженера-електрика за спеціальністю «Інформаційно-вимірювальна техніка».
З 1974 року по 1981 рік працював інженером в Інституті прикладних проблем механіки і математики АН УРСР. З 1981 року працює в Національному університеті «Львівська політехніка» на посадах асистента, доцента, професора. З 1992 року — професор Ряшівського університету (м. Ряшів, Польща). У 1993 році організував у Львівському політехнічному інституті кафедру лазерної техніки та оптоелектронних систем, яка у 2002 році була перейменована у кафедру фотоніки.

## Наукова кар'єра
Науковий ступінь: кандидат фізико-математичних наук, доктор технічних наук. У 1982 році захистив кандидатську дисертацію на тему «Властивості напівпровідників в зоні дії потужного лазерного випромінювання» в Чернівецькому університеті. У 1991 році захистив докторську дисертацію на тему «Лазерна технологія матеріалів, елементів і вузлів електронної техніки» у Львівському політехнічному інституті.
Вчене звання: професор (1994, Львівський політехнічний інститут), Академік Міжнародної академії наук прикладної радіоелектроніки України, Росії і Білорусі.

## Наукова діяльність
Член Українського фізичного товариства і член SPIE — Міжнародної організації інженерів-оптиків, Національний експерт з лазерних технологій Міжнародної лазерної асоціації, член редакцій фахових журналів. Багаторазовий член експертних рад ВАК, заступник голови і член ДАК, голова НМК МОіН з напрямку «Лазерна та оптоелектронна техніка», голова підкомісії НМК МОіН з напрямку «Оптотехніка». Візитуючий професор у Федеральному інституті дослідження матеріалів (м. Берлін), Інституті фотоніки Технічного університету Відня (Австрія), Вільному університеті Брюсселя, Університеті Гента (Бельгія), Вищій школі ім. Г. С. Ома (м. Нюрнберг).
Науковий та науково-методичний доробок: 290 наукових праць, в тому числі одна монографія та 30 патентів.
Нагороди: Значок «Изобретатель СССР», Срібна та Бронзова медалі ВДНХ СССР.
Захоплення: старожитнє мистецтво.